# 川崎隆生
川崎 隆生（かわさき たかお、1950年6月2日 - 2021年4月19日）は、日本のジャーナリスト。西日本新聞社元社長。
1950年、福岡県福岡市出身。1969年、福岡県立修猷館高等学校卒業。1974年早稲田大学第一文学部卒業、西日本新聞社入社。2003年同社経営企画委員長、2006年同社広告局長、2007年同社取締役広告局長、2008年同社代表取締役社長。2014年同社グループ経営会議議長、2016年、同社取締役会長。2019年6月同社相談役。
社外では日本新聞協会副会長（2017年6月～2019年6月）をはじめ、九州文化協会会長や西日本新聞民生事業団理事長を歴任した。